# AIDA Cruises
AIDA Cruises és una línia de creuers britànica-nord-americana de propietat alemanya amb seu a Rostock, Alemanya. Originalment fundada com a Deutsche Seereederei amb un vaixell anomenat Völkerfreundschaft ("L'amistat entre els pobles"), la companyia va entrar en la indústria de creuers en la dècada de 1960.
La companyia va ser adquirida per P&O Princess Cruises el 2000. El 2003, P&O Princess es va fusionar amb Carnival Corporation per formar Carnival Corporation & PLC. Després de la fusió, el control executiu d'AIDA Cruises fou traslladat a Costa Cruceros Group, una de les principals empreses operatives del Grup Carnival, amb la responsabilitat de les marques europees del grup.
AIDA Cruises és ara una de les onze marques que opera el Grup Carnival. Representa el 6,5% de la seva participació en els ingressos i té el seu propi equip directiu, liderat pel president de la companyia, Michael Thamm. Els vaixells d'AIDA s'adapten al mercat de parla alemanya i són reconeguts pel seu estil juvenil i servei informal.

## Flota actual
| Vaixell    | Construït | Constructor | Entrà en servei a AIDA | Tonatge brut | Bandera        |
| ---------- | --------- | ----------- | ---------------------- | ------------ | -------------- |
| AIDAcara   | 1996      | Aker MTW    | 1996                   | 38.531 GT    | Gènova, Itàlia |
| AIDAvita   | 2002      | Aker MTW    | 2002                   | 42.289 GT    | Gènova, Itàlia |
| AIDAaura   | 2003      | Aker MTW    | 2003                   | 42.289 GT    | Gènova, Itàlia |
| AIDAdiva   | 2007      | Meyer Werft | 2007                   | 69.203 GT    | Gènova, Itàlia |
| AIDAbella  | 2008      | Meyer Werft | 2008                   | 69.203 GT    | Gènova, Itàlia |
| AIDAluna   | 2009      | Meyer Werft | 2009                   | 69.203 GT    | Gènova, Itàlia |
| AIDAblu    | 2010      | Meyer Werft | 2010                   | 71.300 GT    | Gènova, Itàlia |
| AIDAsol    | 2011      | Meyer Werft | 2011                   | 71.300 GT    | Gènova, Itàlia |
| AIDAmar    | 2012      | Meyer Werft | 2012                   | 71.300 GT    | Gènova, Itàlia |
| AIDAstella | 2013      | Meyer Werft | 2013                   | 71.304 GT    | Gènova, Itàlia |
| AIDAprima  | 2015      | Mitsubishi  | 2013                   | 125.000 GT   | Gènova, Itàlia |
| AIDAperla  | 2016      | Mitsubishi  | 2013                   | 125.000 GT   | Gènova, Itàlia |

## Naus futures
| Vaixell       | Lliurament       | Constructor               | Tonatge brut | Bandera planificada | Notes |
| ------------- | ---------------- | ------------------------- | ------------ | ------------------- | --- |
| AIDAnova      | Desembre de 2018 | Meyer Werft               | 180,000 GT   | Gènova,Itàlia       | Major Vaixell d'AIDA. Primer creuer del món de gas natural liquat (GNL), el combustible fósil més net de tots. |
| AIDAmira      | Novembre de 2019 | Chantiers de l'Atlantique | 48,200 GT    | Gènova, Itàlia      | Actualment navega amb la companyia italiana Costa Crociere com a CostaneoRiviera.                              |
| ------------- | 2021             | Meyer Werft               | 180,000 GT   | Gènova, Itàlia      | Embarcació indéntica al AIDAnova.                                                                              |
| ------------- | 2023             | Meyer Werft               | 180,000 GT   | Gènova, Itàlia      | Embarcació indéntica al AIDAnova.                                                                              |